# Majordomo
Majordomo är en programvara med öppen källkod som hanterar epostlistor.